# Xã Lincoln, Quận Polk, Iowa
Xã Lincoln (tiếng Anh: Lincoln Township) là một xã thuộc quận Polk, tiểu bang Iowa, Hoa Kỳ. Năm 2010, dân số của xã này là 1.001 người.